# Phyllanthus madeirensis
Phyllanthus madeirensis är en emblikaväxtart som beskrevs av Léon Camille Marius Croizat. Phyllanthus madeirensis ingår i släktet Phyllanthus och familjen emblikaväxter. Inga underarter finns listade i Catalogue of Life.